# Serghei Leontiev
Serghei Feodorovici Leontiev (în rusă Сергей Федорович Леонтьев) (n. 9 februarie 1944, satul Leontovka, RSS Ucraineană) este un om politic din Transnistria, care a îndeplinit funcția de vicepreședinte al auto-proclamatei Republici Moldovenești Nistrene (2001-2006).

## Biografie
Serghei Leontiev s-a născut la data de 9 februarie 1944, în satul Leontovka din RSS Ucraineană, în familia unui țăran de naționalitate ucraineană. După absolvirea Școlii secundare în orașul Dubăsari în anul 1961, a devenit student La Facultatea de Matematică și Fizică a Institutului Pedagogic "Taras Șevcenko" din Tiraspol.
În noiembrie 1963, a fost încorporat în Armata Sovietică pentru satisfacerea serviciului militar obligatoriu, servind în cadrul regiunii militare Privoljie. După lăsarea sa la vatră, și-a continuat studiile la institut din anul 1966. După absolvirea studiilor universitare, a predat matematica și fizica la Școala Secundară din satul Karmanovo (RSS Moldovenească)în perioada august 1969 - aprilie 1971. Apoi a îndeplinit funcția de director al aceleiași școli (aprilie 1971 - iulie 1977).
În iulie 1977, Serghei Leontiev este numit în funcția de secretar de comitet de partid la un sovhoz, fiind promovat ulterior ca secretar III și secretar II al Comitetului de Partid din raionul Grigoriopol. În anul 1987 a absolvit Școala Superioară de Partid de pe lângă Comitetul Central al Partidului Comunist din Ucraina. A îndeplinit funcții de conducere pe linie de partid până în martie 1990.
Serghei Leontiev a fost unul dintre puținii secretari de partid care au sprijinit imediat formarea unui nou stat pe teritoriul Transnistriei. În martie 1990, el a fost ales vicepreședinte al Sovietului Raional al Deputaților Poporului și al Comitetului său Executiv. A fost delegat la cel de-al doilea congres al deputaților poporului din toate raioanele care au făcut parte din regiunea separatistă. A devenit membru al Sovietului Suprem Provizoriu al statului autoproclamat, fiind ales ca deputat în primele două legislaturi ale auto-proclamatei Republici Moldovenești Nistrene (1990-1995; 1995-2000). El a participat activ la rezistența în fața atacurilor trupelor de miliție ale Republicii Moldova în Conflictul din Transnistria (1992).
În anul 1994 a fost decorat cu Medalia "Meritul Muncii" pentru contribuția personală la dezvoltarea raionului Grigoriopol. În același an, a fost numit șef al autorităților locale din raionul Grigoriopol, servind în această calitate până în aprilie 1997.
În aprilie 1997, Serghei Leontiev ete numit șef al administrației guvernamentale și prezidențiale a auto-proclamatei Republici Moldovenești Nistrene. În august 2000, el a devenit șef al administrației prezidențiale. În urma alegerilor din 9 decembrie 2001, Serghei Leontiev a fost ales ca vicepreședinte al auto-proclamatei Republici Moldovenești Nistrene, candidând în tandem cu președintele Igor Smirnov.
În anul 2004, Uniunea Europeană l-a inclus pe o listă a transnistrenilor cărora li s-a interzis călătoria în spațiul UE, fiind considerat răspunzător de împiedicarea progresului în vederea unei soluționări politice a conflictului transnistrean din Republica Moldova . Pe baza reexaminării Poziției comune 2004/179/PESC, la data de 25 februarie 2008, Consiliul Uniunii Europene a considerat că este oportun să fie eliminat numele său de pe această listă .
La alegerile din 10 decembrie 2006, Igor Smirnov nu l-a mai nominalizat drept candidat pentru postul de vicepreședinte, preferându-l pe ministrul afacerilor interne, generalul-maior Aleksandr Korolev.
Pentru meritele sale, Serghei Leontiev a fost decorat cu cele mai înalte distincții: Ordinul Republicii, Ordinul "Pentru curaj personal" și alte medalii ale Republicii Moldovenești Nistrene. El este căsătorit și are doi fii.